# Гільгардит
Гільгардит — мінерал з класу боратів з хімічною формулою Ca2B5O9Cl·H2O. Він прозорий і має склоподібний блиск. Колір — від безбарвного до світло-рожевого з білою рисою. Міцність за шкалою Мооса 5. Мінерал кристалізується в триклінній сингонії. Кристали зазвичай мають вигляд спотворених табличних трикутників і є геміморфними; наявні політипи.
Названий на честь геолога Юджина В. Гільгарда (1833—1916). Вперше описаний у 1937 році у соляному куполі Чокто у парафії Ібервіль, штат Луїзіана, США. Має прояви як рідкісний допоміжний мінерал в евапоритових родовищах і соляних куполах у всьому світі. На додаток до типової місцевості, гільгардит був знайдений в окрузі Вейн, штат Міссісіпі та у формації Луанн-Солт, в окрузі Кларк, штат Алабама в Сполучених Штатах, а також у евапоритах Пенобсквіз і Солт-Спрінгз, поблизу Сассекса, Нью-Брансвік, Канада. У Європі наявні прояви у калійному руднику Кенігсхалл-Гінденбург поблизу Геттінгена (Нижня Саксонія, Німеччина), та у калійному руднику Боулбі (Вітбі, Йоркшир, Англія). В Азії: соляний купол Челкар (Уральський район, Казахстан); басейн Ілги (Східний Сибір, Росія); Содомська формація (гора Содом, Мертве море, Ізраїль).